# Западный береговой корпус Антониева монастыря
Западный береговой корпус — памятник архитектуры. Расположен в Великом Новгороде, в Антониевом монастыре, современный адрес дома — Антоново, 3/3.
Согласно архимандриту Амвросию, здание построено в 1802 году как семинарская трапезная. Дом отражён на плане монастыря от 1806 года. Изначально здание высотой 5,3 м было одноэтажным.
Юго-западный угол двухэтажного здания скруглён, между этажами проходит горизонтальная тяга, первый этаж декорирован рустованными лопатками, окна расположены в прямоугольных нишах. В центральной нише северного торца сохранился изначальный декор, П-образное панно над окном и филёнки выше него. От северо-западного угла дома идёт ограда.
На первом этаже расположено пять помещений, в них сделаны дополнительные перегородки.
Во время Великой Отечественной войны была разрушена кровля, пострадала стенная кладка. Т. В. Гладенко в 1957 году разработала проект восстановления, надстройки на этаж и приспособления под жильё, проект был реализован в 1957—1958 годах. На 2008 год здание было на балансе Новгородского университета.